# San Martín Tuchicuitlapilco
San Martín Tuchicuitlapilco är en ort i Mexiko, tillhörande kommunen Jilotepec i den västra delen av delstaten Mexiko. Orten hade 1 942 invånare vid folkräkningen 2010.